# Charles Angrand

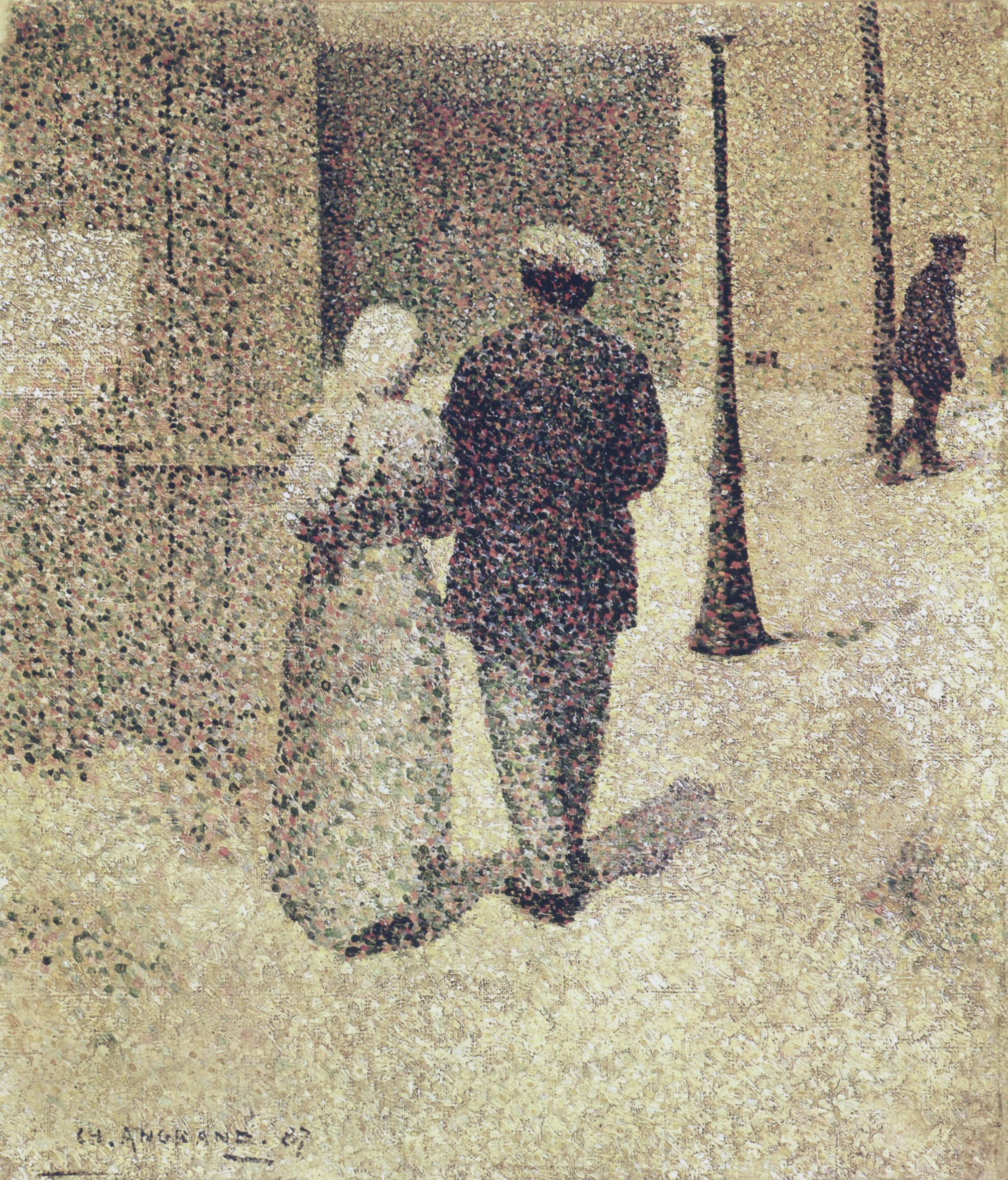
„Couple dans la rue” (1887) namalowany przez Charlesa Angrand

Charles Théophile Angrand, (ur. 19 kwietnia 1854 w Criquetot-sur-Ouville, zm. 1 kwietnia 1926 w Rouen) – francuski malarz, przedstawiciel neoimpresjonizmu, anarchista.
Wśród jego prac przeważały pejzaże wykonane akwarelami oraz rysunki węglem. W 1884 roku wystawił swoje prace na Salonie Niezależnych (Salon des Artistes Indépendants).

## Wybrane dzieła
- „Dans le jardin” (1884),
- „Couple dans la rue” (1887)